# Лом (деревня, Рыбинский район)
Это статья о небольшой деревне. По имени этой деревни была названа железнодорожная станция, а затем и посёлок, возникший при станции.
Лом — деревня Ломовского сельского округа в Октябрьском сельском поселении Рыбинского района Ярославской области.

## География
Деревня расположена к югу от посёлка и железнодорожной станции Лом, и дала название сначала станции, а затем выросшему при станции посёлку. Деревня стоит на автомобильной дороге, идущей от дороги P151 Ярославль—Рыбинск через посёлок Лом на Большое Село. Южнее Лома на этой дороге стоит деревня Карповское, которая находится уже в Большесельском районе. В деревне Лом дорогу в направлении с запада на восток пересекает река Ахробость, правый приток Черёмухи.

## История
Деревня Лимъ указана на плане Генерального межевания Борисоглебского уезда 1792 года. В 1825 году Борисоглебский уезд был объединён с Романовским уездом. По сведениям 1859 года деревня относилась к Романово-Борисоглебскому уезду.

## Население
На 1 января 2007 года в деревне числилось 3 постоянных жителя. Почтовое отделение посёлка Лом обслуживает в деревне 13 домов.